# ینیجه (احسانیه)
ینیجه (به ترکی استانبولی: Yenice) یک منطقهٔ مسکونی در ترکیه است که در احسانیه واقع شده‌است.